# Minimata-Bango-Talsperre
Die Minimata-Bango-Talsperre (auch Hasdeo-Bango-Talsperre) befindet sich am Mittellauf des Hasdeo, einem linken Nebenfluss der Mahanadi, 30 km nordnordwestlich der Stadt Korba im indischen Bundesstaat Chhattisgarh.
Die Talsperre wurde 1990 fertiggestellt. Die Talsperre besteht aus zwei Staubauwerken: einem 1370 m langen Erdschüttdamm sowie einer 725 m langen Gewichtsstaumauer (Bango-Staudamm). 
Der Stausee bedeckt eine Fläche von bis zu 18,5 km².
Die Talsperre dient der Bewässerung der landwirtschaftlichen Flächen in den abstrom gelegenen Distrikten Korba und Janjgir-Champa. Des Weiteren erzeugt ein Wasserkraftwerk mit 3 Einheiten zu je 40 MW Strom.